# John Molina
John Molina (jun.) (* 28. Dezember 1982 in Covina, Kalifornien) ist ein US-amerikanischer Profiboxer im Halbweltergewicht.

## Karriere
Der Sohn eines ehemaligen Boxers ist rund 1,79 m groß und schloss 2001 die Charter Oak High School in Corvina ab. Nachdem er sich in Leichtathletik und Ringen versucht hatte, konzentrierte er sich auf den Boxsport und bestritt 2002 seinen ersten Amateurkampf. Er gewann 22 von 24 Kämpfen und ist Sieger der Golden Gloves von Kalifornien 2002 und 2003.
Im März 2006 bestritt er sein Profidebüt und blieb in 18 Kämpfen ungeschlagen, ehe er im November 2009 beim Kampf um die NABF- und NABO-Titel im Leichtgewicht vom Mexikaner Martin Honorio ausgepunktet wurde. In seinen folgenden sechs Kämpfen blieb er wieder unbesiegt, wobei er gegen Henry Lundy den NABO-Titel und gegen Alejandro Rodriguez den WBC-US-Titel gewann.
Mit einer Bilanz von 24 Siegen (19 vorzeitig) und einer Niederlage boxte er am 8. September 2012 um den WBC-Weltmeistertitel im Leichtgewicht gegen Antonio DeMarco, verlor jedoch bereits in der ersten Runde durch Technischen Knockout (T.K.o). 
Molina gilt als Boxer mit limitierter Technik, verfügt jedoch über Kämpferherz, Nehmerfähigkeiten und Schlaghärte in beiden Fäusten. So besiegte er im Juli 2013 den späteren IBF-Weltmeister Mickey Bey eine Minute vor Ende des Kampfes durch T.K.o., nachdem Bey den gesamten Kampf deutlich beherrscht und Molina bereits mit Gesten und fehlender Deckung provoziert hatte. Im April 2014 boxte er gegen Lucas Matthysse, wobei im Kampfverlauf beide Boxer zwei Niederschläge erlitten. Molina verlor schließlich durch K. o. in der elften Runde, der Kampf wurde vom Ring Magazine zum Kampf des Jahres gewählt. Gegen die technisch sauberen Kämpfer Andrei Klimow und Adrien Broner erlitt er 2013 bzw. 2015 Punktniederlagen.
Im Juni 2016 besiegte er überraschend Ruslan Prowodnikow über zwölf Runden einstimmig nach Punkten. Prowodnikow war zu diesem Zeitpunkt von der WBC auf Platz 1 und von WBO und WBA auf Platz 2 ihrer Weltranglisten der Herausforderer geführt worden.
Er erhielt daraufhin am 10. Dezember 2016 eine Titelchance um die Gürtel der WBO und WBC des ungeschlagenen Titelträgers Terence Crawford. Da Molina bei der Abwaage vor dem Kampf über dem Gewichtslimit lag, konnte er nicht direkt um die Titel boxen. Im Falle seines Sieges gegen Crawford, hätte dieser seine Gürtel abgeben müssen, worauf Molina eine erneute Titelchance erhalten hätte. Im Kampf selbst war Molina hoffnungslos unterlegen und wurde von Crawford nach Belieben getroffen, ehe er in der achten Runde vom Ringrichter aus dem Kampf genommen wurde.
Am 15. Dezember 2017 besiegte er den Ukrainer Ivan Redkach durch Knockout in der vierten Runde, nachdem er zuvor selbst niedergeschlagen worden war. Seinen nächsten Kampf bestritt er am 16. Februar 2019 gegen Omar Figueroa und verlor umstritten nach Punkten. Der Kommentator Larry Hazzard, aufgenommen in die International Boxing Hall of Fame, hatte den Kampf 96:94 für Molina gewertet.
Am 28. September 2019 verlor Molina durch Ringrichterabbruch in der achten Runde gegen Josesito López.